# 阿拉伯科利特蟾魚
阿拉伯科利特蟾魚（学名：Colletteichthys occidentalis），為輻鰭魚綱蟾魚目蟾魚科科利特蟾魚屬的其中一種。